# Cinecentrum
Die Cinecentrum ist eine Produktionsfirma mit Standorten in Berlin, Hamburg und Hannover, die 1962 als Tochterunternehmen von Studio Hamburg gegründet wurde. Die Geschäftsführerin ist Dagmar Rosenbauer.
Das Unternehmen produziert Fiction-Programme und Dokumentationen für alle deutschen TV-Sender. Zu den langjährigen Erfolgsformaten zählen unter anderem die ZDF-Vorabendserie SOKO Wismar sowie der NDR-Tatort mit Maria Furtwängler als Kommissarin Charlotte Lindholm.
2009 erhielt Die Bombe, eine von der Cinecentrum produzierte Reportage, den Deutschen Fernsehpreis in der Kategorie „Beste Reportage“. Ebenso gewann die Cinecentrum-Dokumentation Snowden exklusiv – Das Interview 2014 den Deutschen Fernsehpreis in der Kategorie „Beste Information“.
Alle Ausgaben der Wochenschau Blick in die Welt aus dem Bestand der Cinecentrum sind über die Archivplattform Progress Film digital zugänglich und lizenzierbar.

## Produktionen
geordnet nach Ausstrahlung und Auftraggeber

### 2012
- Ein Fall von Liebe – Annas Baby (Degeto/MDR)

### 2013
- NaturNah – Feine Bäume aus Hamburg: Die Baumschule von Ehren (NDR)
- NaturNah – Der Wattführer: Mit dem „Herrn der Köge“ unterwegs (NDR)
- NaturNah – Ein Acker für Städter: Die neue Landlust (NDR)
- Typisch! Ann, die Werftchefin (NDR)
- Tatort – Kaltstart (NDR)
- die nordreportage – Hamburg – Sylt: Mit dem Frachtsegler unterwegs (NDR)
- Eine mörderische Entscheidung (NDR, Arte)
- Die Syrien-Falle – Deutschland und der Krieg gegen Assad (NDR, SWR)
- Die Reeder (NDR, SWR)
- POP LEGENDEN – Amy Winehouse (SWR)
- Tohebas Geheimnis – Afghanistans verratene Töchter (ZDF, Arte)

### 2014
- Ein Fall von Liebe – Die Serie (ARD)
- Tatort – Frohe Ostern, Falke (Degeto, NDR)
- die nordreportage – „Jacke, Weste, Hose, passt“: Tradition auf drei Stockwerken (NDR)
- Typisch! Der Bootsbauer von Lütjenburg (NDR)
- Snowden exklusiv – Das Interview (NDR)
- Tatort – Die Feigheit des Löwen (NDR)
- Typisch! – Zwischen Windeln und Feueralarm: Einsatz für Natascha Wronski (NDR)
- Typisch! – Der Festmacher: Tauziehen mit Ozeanriesen (NDR)
- die nordreportage – Jugendherberge zwischen Hafen und Kiez
- Altwerden und andere Kleinigkeiten (NDR, Arte)
- WunderWelten – Ein Palast in Marrakesch (NDR, Arte)
- Deutschland Deine Geschichte – Das Beste aus der Deutschen Wochenschau (Spiegel TV Geschichte)
- Unverschämtes Glück (WDR)
- Nicht alles war schlecht (ZDF)
- Der letzte Kronzeuge – Flucht in die Alpen (ZDF)
- Deutschlands heimliche Atomtransporte (ZDF)
- Dulces Zwiespalt – Mexikos weibliche Söhne (ZDF, Arte)

### 2015
- die nordreportage – Erikas Eck (NDR)
- NaturNah – Gärten mit Fernblick – Hamburgs grüne Dächer (NDR)
- NaturNah – Die Billerhuder Insel – Inselleben in der Stadt (NDR)
- die nordreportage – Streife auf vier Hufen (NDR)
- die nordreportage – „Rettet den Leuchtturm“ (NDR)
- Tatort Niedersachsen: Spielverderber (NDR)
- Terra X: Die Spur des Geldes – Teil I und II (ZDF)
- Geh doch nach drüben! Wo lag das bessere Deutschland? Teil I und Teil II (ZDF)
- Milliardengrab Atomkraft (ZDF)
- Drohnenkrieg – Tod aus der Luft (ZDF)
- SOKO Wismar (ZDF)

### 2016
- Keine Ehe ohne Pause (Degeto)
- die nordstory – Altes Handwerk, junge Meister (NDR)
- Nur noch kurz die Welt retten [Arbeitstitel] (NDR)
- Einsame Spitze. Top-Manager am Limit (NDR)
- Die vierte Gewalt [Arbeitstitel] (NDR)
- Tatort Niedersachsen: Taxi nach Leipzig (NDR)
- Wie gut sind unsere Chefs? (ZDF)
- SOKO Wismar (ZDF)
- Alles hört auf mein Kommando! [Arbeitstitel] (ZDF)
- Der digitale Patient (ZDF, Arte)